# Miód mniszkowy

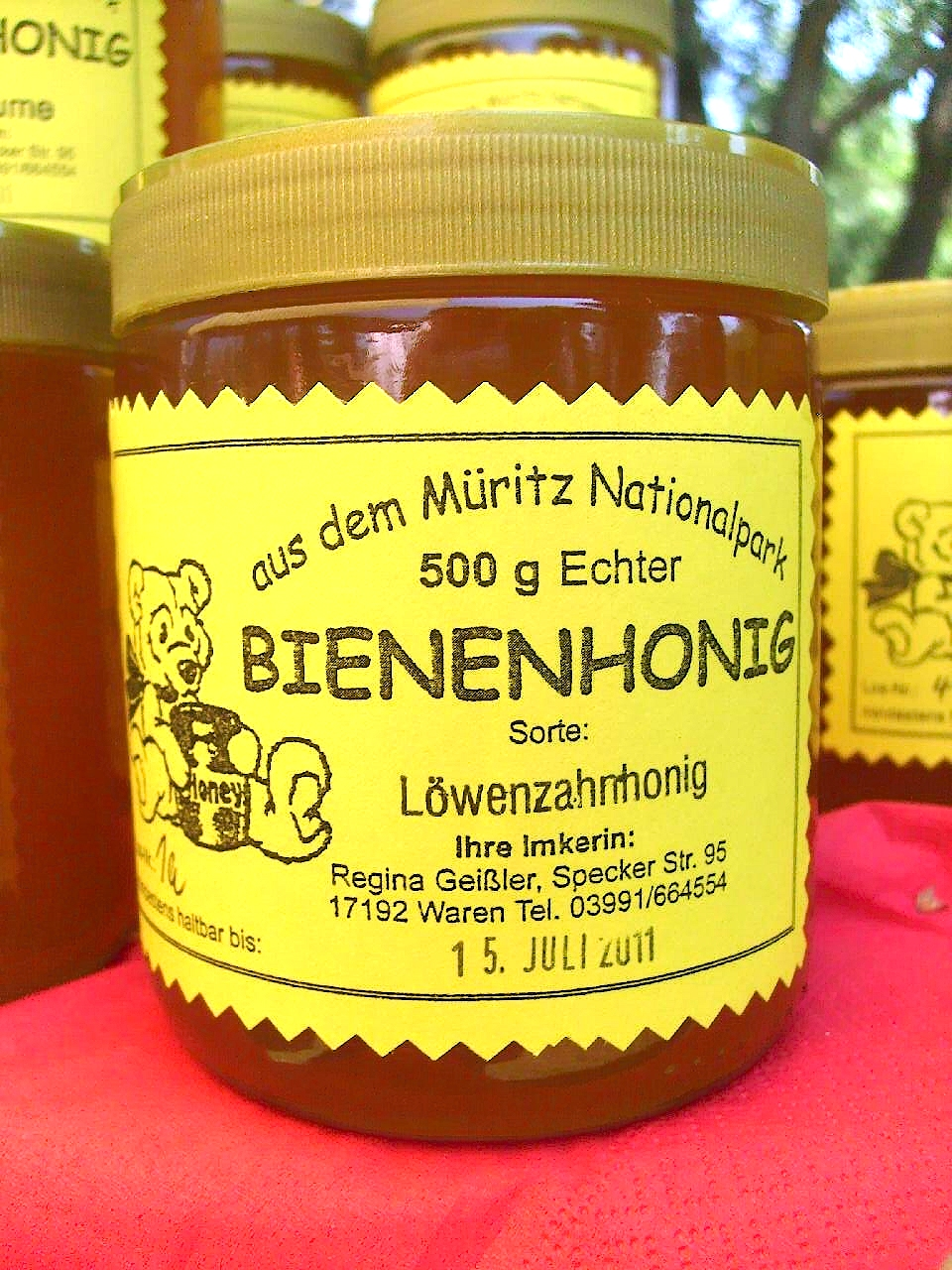
Miód mniszkowy

Miód mniszkowy – odmiana miodu kwiatowego powstająca z nektaru zbieranego przez pszczoły z kwiatów mniszka pospolitego. Raczej rzadko wytwarzany. Ma złocistożółty kolor, z czasem ciemnieje i staje się bursztynowy. Smak ma bardzo słodki, nieco kwaskowaty. Zapach ma ostry, czasem określany jako przypominający nieco amoniak. Jest gęsty, ciągliwy i szybko, w ciągu kilku tygodni krystalizuje. Wyróżnia się najniższą kwasowością spośród miodów odmianowych w Europie Środkowej. 